# 福井市岡保小学校
福井市岡保小学校（ふくいし おかぼしょうがっこう）は、福井県福井市にある公立小学校。

## 学校周辺
- 福井自動車学校
- 福井市大東中学校

## アクセス
- 京福バス
  - 54 岡保線「河水」下車。